# CISQ
Il Consortium for IT Software Quality (CISQ) è un consorzio del settore informatico composto da dirigenti informatici di Global 2000, system integrator, fornitori di servizi esternalizzati e venditori di tecnologia software impegnati a migliorare la qualità del software applicativo informatico.

## Panoramica
Organizzato congiuntamente dal Software Engineering Institute (SEI) presso l'Università Carnegie Mellon e dall'Object Management Group (OMG), il CISQ è progettato per essere un forum neutrale in cui i clienti e i fornitori di software applicativo informatico possono sviluppare un programma di azioni per l'intero settore per definire, misurare e migliorare la qualità del software informatico.

## Storia
CISQ è stato lanciato nell'agosto 2009 da 24 fondatori tra cui SEI e OMG. I fondatori di CISQ sono Paul D. Nielsen, direttore e CEO di SEI e Richard Mark Soley, presidente e CEO di OMG. Bill Curtis, coautore del framework CMM, è il primo direttore di CISQ. L'esperto di misurazione del software e produttività Capers Jones è un consulente illustre di CISQ.
Nel settembre 2012, il CISQ ha pubblicato le sue misure standard per la valutazione e il benchmarking dell'affidabilità, della sicurezza, dell'efficienza delle prestazioni e della manutenibilità del software informatico.
Nel gennaio 2013, OMG ha adottato le specifiche Automated Function Point.
Nel maggio 2013 il CISQ ha raggiunto i 500 iscritti.
Nel dicembre 2013, WIPRO è diventato il quarto sponsor principale ad aggiungersi all'elenco dei partecipanti del settore che investono nel completamento e nell'adozione degli standard CISQ nel settore informatico.